# 草原葶苈
草原葶苈（学名：Draba stepposa）为十字花科葶苈属下的一个种。

## 扩展阅读
- 維基物種上的相關：草原葶苈